# Chatchana Sripho
Chatchana Sripho (thailändisch ชัชชนะ ศรีโพธิ์; * 15. August 2000), auch als Gym bekannt, ist ein thailändischer Fußballspieler.

## Karriere
Chatchana Sripho erlernte das Fußballspielen in der Jugend vom Phrae United FC. Hier unterschrieb er im Januar 2020 seinen ersten Profivertrag. Der Verein aus Phrae spielte in der zweiten thailändischen Liga, der Thai League 2. Sein Zweitligadebüt für Phrae gab er am 13. Februar 2021 im Heimspiel gegen den Samut Sakhon FC. Hier wurde er in der 78. Minute für den Brasilianer Welington Smith eingewechselt. In der 86. Minute erzielte er sein erstes Zweitligator zum 4:0 Endstand. Im Dezember 2021 wechselte er auf Leihbasis zum Drittligisten Nan FC. Mit dem Klub aus Nan spielte er in der Northern Region der Liga an. Nach der Ausleihe kehrte er im Sommer 2022 nach Phrae zurück. Im Dezember 2022 wechselte er ein zweites Mal auf Leihbasis zum Drittligisten Nan FC. Mit dem Klub spielte er zehnmal in der Northern Region der Liga. Im Sommer 2023 kehrte zum Zweitligisten Phrae zurück. Nach insgesamt 18 Ligaspielen für Phrae wechselte er im Sommer 2024 zum Drittligisten Royal Thai Army FC. Mit dem Verein aus Bangkok spielt er in der Western Region der Liga. Nach zwölf Ligaspielen kehrte er im Januar 2025 zu seinem ehemaligen Verein, dem Zweitligisten Phrae United FC, zurück.